# 戎嘉余
戎嘉余（1941年12月7日—），浙江鄞县人，中国地层古生物学家，中国科学院院士。

## 生平
1962年，毕业于北京地质学院。1966年，毕业于中国科学院南京地质古生物研究所。1994年，被评为国家级有突出贡献中青年专家。
2008年，当选第十一届全国政协委员，代表无党派人士，分入第十五组。